# Victorine Nordenswan
Victorine Nordenswan   (Hämeenlinna, 14 de juny de 1838 - Hämeenlinna, 25 d'agost de 1872) va ser una pintora finlandesa de tradició de Düsseldorf, especialitzada en temes religiosos, i destacada com una de les primeres artistes dones professionals de Finlàndia.
L'art visual a mitjans del segle XIX estava dominat pels homes, però es considerava que Nordenswan tenia un talent excepcional i s'esperava que fes una carrera important com a artista. No obstant això, va morir de tuberculosi als 34 anys
Nordenswan es va formar a la Reial Acadèmia Sueca de Belles Arts d’Estocolm entre 1860 i 1862, i a partir de 1864 a Düsseldorf. El seu debut en públic va ser el 1861 i va guanyar el Dukaattipalkinto de la Societat d'Art de Finlandia el segon premi el 1865, seguit del primer premi el 1867.
Entre les seves obres més conegudes es troben Sant Joan Evangelista (1866) i Women Mourning at Christ's Grave (1868), ambdues conservades avui a la Galeria Nacional Finlandesa.

## Galeria
- St. Joan Evangelista(1866)
- Dones de dol a la tomba de Crist (1868)